# Коясу, Такэхито
Такэхито Коясу (яп. 子安武人 Коясу Такэхито, 5 мая 1967 г.) — японский актер, сэйю (актёр озвучивания), певец. Его профессиональная деятельность включает в себя участие более чем в 300 аниме, озвучивание персонажей видеоигр и радиопостановок, дубляж фильмов, самостоятельную карьеру вокалиста — и в составе группы Weiss, а также создание и разработку сюжета и персонажей манги Weiß Kreuz. Его основное амплуа — роли злодеев и красавчиков-сердцеедов, а также персонажи яой-аниме.

## Биография
Коясу родился в Иокогаме. В детстве он не являлся большим поклонником анимации, был примерным ребёнком, отлично играл в бейсбол и преуспевал в учёбе. Однако в средней школе, тяжело пережив смерть отца, запустил учёбу и из-за низких оценок на переходных экзаменах попал в техническую старшую школу. Там Коясу серьёзно «взялся за ум» и после окончания смог поступить на курсы голосовых актёров. Его первой известной ролью стал Снусмумрик в аниме-сериале Tanoshii Muuminke 1990 года.

## Позиции в Гран-при журнала Animage
- 1991 год: 16-е место в Гран-при журнала Animage за лучшую мужскую роль[3]
- 1997 год: 16-е место в Гран-при журнала Animage в номинации на лучшего сэйю[4]
- 1998 год: 15-е место в Гран-при журнала Animage в номинации на лучшего сэйю[5]
- 1999 год: 12-е место в Гран-при журнала Animage в номинации на лучшего сэйю[6]
- 2003 год: 13-е место в Гран-при журнала Animage в номинации на лучшего сэйю[7]
- 2004 год: 13-е место в Гран-при журнала Animage в номинации на лучшего сэйю[8]
- 2005 год: 15-е место в Гран-при журнала Animage в номинации на лучшего сэйю[9]
- 2006 год: 15-е место в Гран-при журнала Animage в номинации на лучшего сэйю[10]

## Озвучивание в анимации
2024
- Grendizer U — Гендел[11]
- «Отряд самоубийц из другого мира» — Кристофер Смит / Миротворец

2023
- «Магическая битва» — Тодзи Фузигуро
- «Фрирен, провожающая в последний путь» — Монах Крафт

2022
- «Bastard!!» (ONA) — Ди-Амон
- «Атака на титанов 4» — Зик Йегер
- «Shijou Saikyou no Daimaou, Murabito A ni Tensei suru » — Альварто Ексзекс

2021
- Evangelion: 3.0+1.0: Thrice Upon a Time — Сигэру Аоба
- Vivy: Fluorite Eye's Song - Мацумото-сэнсэй
- JoJo’s Bizarre Adventure: Stone Ocean — Дио Брандо
- Шаман Кинг [2021] — Фауст VIII

2020
- BNA: Brand New Animal — Клифф Борис
- «Атака на титанов 4» — Зик Йегер
- Darwin's Game — Хиираги Итиро
- Dorohedoro — Колдун-плавитель
- Food Wars!: Shokugeki no Soma — Гин Додзима
- Iwa Kakeru! Sport Climbing Girls — Дзюдзо Гото
- Kaguya-sama: Love is War? — папа Сироганэ
- «Re:Zero. Жизнь с нуля в альтернативном мире 2» — Розваль Л. Мейзерс

2019 г.
- О моём перерождении в слизь — князь тьмы Клейман
- «Атака на титанов 3» — Зик Йегер
- Ahiru no Sora — Томохиса Куруматани
- Kaguya-sama: Love is War — папа Сироганэ
- Ascendance of a Bookworm — Бенно
- Hello World — Цунэхиса Сэнко

2018 г.
- Radiant — Гримм
- «Вайолет Эвергарден» — Клаудия Ходжинс

2016 г.
- «Re:Zero. Жизнь с нуля в альтернативном мире» — Розваль Л. Мейзерс

2015
- Невероятное приключение ДжоДжо: Рыцари звёздной пыли 2 — Дио Брандо

2014 г.
- DISK Wars Avengers — Дэдпул
- Tsukimonogatari — Тэори Тадацуру
- Initial D Final Stage — Рёсукэ Такахаси

2013
- Initial D Fifth Stage — Рёсукэ Такахаси

2012 г.
- Евангелион по-новому (фильм третий) — Сигэру Аоба
- Sword Art Online — Нобуюси Суго / Король фей Оберон
- JoJo’s Bizarre Adventure — Дио Брандо
- High School DxD — Райзер Феникс
- Hunter × Hunter — Дальтзорн

2011 г.
- Дневник будущего — Куро Амано

2009 г.
- Seitokaichou ni Chukoku — Акуцу
- Махороматик: С возвращением! — То Рюга
- Гинтама OVA-2 — Синсукэ Такасуги
- Princess Lover! — Винсент
- Needless — Адам Блейд
- Евангелион 2.22: Ты (не) пройдешь — Сигэру Аоба
- Бейблэйд (ТВ-4) — Дайдодзи
- Hanasakeru Seishounen — Куинза
- Sengoku Basara — Сасукэ Сарутоби
- Хромированный Региос — Кариан Росс

2008 г.
- Hakushaku to Yousei — Кельпи
- Сказания Бездны — Джейд Кёртис
- Rosario + Vampire — Надзо Комори/Котаро Идзюин
- Quiz Magic Academy — Сериос
- Пожиратель Душ — Экскалибур
- Любовные неприятности — Джастин
- Сержант Кэроро (фильм третий) — Куруру
- Школа убийц — Жан
- Персона: Душа троицы — Рё Кандзато

2007 г.
- Нейро Ногами: детектив из Ада — Нейро Ногами
- Я ; Ты — Сюсукэ Вакацуки
- Евангелион 1.11: Ты (не) один — Сигэру Аоба
- Красный сад OVA — Эдгар
- Шумиха! — Люк Гандор
- Happy Happy Clover — Таби-усаги
- Buzzer Beater — Гюма
- Spider Riders: Yomigaeru Taiyou — Игнус
- Достичь Терры — Кит Аниан
- Koutetsu Sangokushi — Комэй Сёкацурё
- Sakura Taisen: New York NY. — Юйти Каяма
- Морская Невеста [ТВ] — Шарк Фудзисиро
- Сержант Кэроро (фильм второй) — Куруру
- Анжелика [ТВ-2]— Оливер
- Священный Октябрь — Аш

2006 г.
- Богиня, благослови Мамору-куна! — Иоганн Дитер Рудигер
- Super Robot Taisen: OG Divine Wars — Сю Сиракава
- Красный сад [ТВ] — Эрве
- Анжелика [ТВ-1] — Оливер
- Крепкий поцелуй: Крутые и сладкие — Субару Датэ
- Демонбэйн [ТВ] — Уайнфильд
- Mitsu x Mitsu Drops — Куки Гэндзё
- The Third: Aoi Hitomi no Shoujo — Дзёганки
- Saiunkoku Monogatari — Са Сакудзюн
- Ring ni Kakero 1: Nichibei Kessen Hen — Блэк Шафт
- Spider Riders: Oracle no Yuusha Tachi — Игнус
- Гинтама [ТВ] — Такасуги
- Soul Link — Нитта Кадзухико
- Сержант Кэроро (фильм первый) — Куруру
- Рыцари Зодиака OVA-2 — Виверна Радаматис
- Розовый Мотылек, воительница в неглиже [ТВ] — Хибики
- Хеллсинг OVA — Люк Валентайн
- Моя любовь 2 — Сэр Исаак
- Мамору выходит из тени! — Дзунку
- Проект Лимоновый Ангел — Синъя Химуро
- Kagihime Monogatari Eikyuu Alice Rinbukyoku [Rondo] — Л. Такион
- Yu-Gi-Oh! GX — Сайо Такума/Саториус Кумар

2005 г.
- One Piece — Кузан
- Kaleido Star OVA-2 — Шут
- Поцелуй во тьме — Такаюки Уцуномия
- Nanami-chan 2 — Юса Аоба
- Pataliro Saiyuki! — Банкоракан
- Десять храбрых воинов Санады [ТВ] — Сайдзо Киригакурэ
- Спидграфер — Кацуя Сироганэ
- Futari wa Pretty Cure Max Heart — Такаси Мисуми
- Rockman EXE Stream — Ирия
- Buzzer Beater — Гюма
- Мне нравится то, что мне нравится, вот так! — Ёру
- Волшебный учитель Нэгима! [ТВ] — Thousand Master
- Loveless — Рицу Минами

2004 г.
- Мэйджор [ТВ-1] — Сигэхару Хонда
- Моя любовь — Сэр Исаак
- Yakitate!! Japan — Рё Коруянаги
- Мобильный воин ГАНДАМ: Судьба поколения — Нео Лоррнок / Муу Ла Фрага
- Ring ni Kakero 1 — Блэк Шафт
- Nanami-chan — Юса Аоба
- Kaleido Star OVA-1 — Шут
- Демонбэйн OVA — Уайнфильд
- 7 самураев — Укё / Амануси
- Самурай Чамплу — Уманосукэ (эп. 24-26)
- Initial D Fourth Stage — Рёсукэ Такахаси
- Яблочное зернышко (фильм первый) — Аид
- Shin Getter Robo — Сэймэй Абэ
- Рагнарек — Анимация — Кьюф
- Сержант Кэроро [ТВ] — Куруру
- Анжелика OVA-4 — Оливер
- Futari Wa Precure — Такаси Мисуми
- Area 88 TV — Син Кадзама
- Misaki Chronicle Divergence Eve — Жан Люк Лебланк

2003 г.
- Bobobo-bo Bo-bobo — Бобобо-бо Бо-бобо
- Двойная Спика — Лев-сан
- Гангрейв — Баллабёрд Ли
- Странники — Юрий
- Галактические Железные Дороги [ТВ-1] — Брюс Джей. Спид
- Папуа [ТВ-2] — Гарем / Коморо
- Кулак Полярной звезды: новая эра — Кэнсиро
- Вай Дюрант — Харрис
- Divergence Eve — Жан Люк Лебланк
- Cinderella Boy — Рамма
- Розовый Мотылек, воительница в неглиже OVA — Хикару
- Gad Guard — Такэнака
- Манускрипт ниндзя: новая глава — Дзяси
- The Mythical Detective Loki Ragnarok: Рагнарек — Фрей
- Kaleido Star — Шут
- Воздушный мастер — Фукамити
- Galerians: Rion — Бёрдмен

2002 г.
- Белый крест II — Ая Фудзимия
- Shinsei Kiden Mars — Ивакура
- Мобильный воин ГАНДАМ: Поколение — Муу Ла Фрага
- Getbackers -Dakkanya- — Дзюбэй Какэй
- Махороматик: Ещё больше прекрасного! — То Рюга
- Hungry Heart Wild Striker — Сэйсукэ Кано
- Overman King Gainer — Асухан Бонэ
- Dragon Drive — Роккаку
- Samurai Deeper Kyo — Хандзо Хаттори
- Nakoruru ~Ano hito kara no okurimono~ — Ямтаму
- Initial D Battle Stage — Рёсукэ Такахаси
- Wild 7 Another Bouryaku Unga — Люкс
- Gate Keepers 21 — Дайти Хасимото
- Хроники Двенадцати Королевств — Кэйки
- Тэнти — лишний! [ТВ-3] — Ёсё Масаки Дзюрай
- Анжелика OVA-3 — Оливер
- Югио — Пандора/Аркана

2001 г.
- Fushigi Yuugi: Eikouden — Хотохори
- Хеллсинг: война с нечистью — Люк Валентайн
- Махороматик: Автоматическая девушка — То Рюга
- Последняя Фантазия: Всемогущий — Пист
- Blue Remains — Маллоз
- Шаман Кинг [ТВ] — Фауст VIII
- Легенда о Новой Белоснежке Притиар — Танака
- Star Ocean Ex — Диас Флак
- Территория отверженных OVA — Лейтенант Радиум Лаванс
- Анжелика OVA-2 — Оливер
- Initial D Third Stage — Рёсукэ Такахаси
- Бейблэйд (первый сезон) — Волков

2000 г.
- Инуяся — Гатэммару
- Аргенто Сома — Дан Симмондс
- Гравитация — Сакано
- Angel Sanctuary — Сакуя Кира
- Звёздный Флаг — Барон Фебдаш
- Sakura Taisen — Юйти Каяма
- Gate Keepers — Бамба Тётаро
- Анжелика OVA-1 — Оливер

1999 г.
- Sakura Taisen 2 — Юйти Каяма
- Weiss Kreuz — Ая Фудзимия
- Initial D Second Stage — Рёсукэ Такахаси
- Excel Saga — Ильпалаццио
- Majutsushi Orphen Revenge — Flamesoul
- Юная революционерка Утэна: Конец Света юности — Тога Кирю
- Гравитация OVA — Сакано
- Клуб любителей магии [ТВ] — Аянодзё Абурацубо
- Nanako Katai Shinsho — Кёдзи Огами
- Senkaiden Houshin Engi — Император Тё
- Тэнти — лишний! (фильм третий) — Ёсё
- ГАНДАМ: Объединение [ТВ] — Джим Гингенхам
- Защитники Космоса: Анджел Линкс — Уоррен
- Shin Hakkenden — Кай
- Betterman — Беттермен
- Bomberman B-Daman Bakugaiden V — Док-дэнди
- Сага о Харлоке: Кольцо Нибелунга — Фазольт
- Ангелы Вуги OVA-2 — Доктор Климт
- Звёздный Герб [ТВ] — Барон Фебдаш

1998 г.
- Луна пылающей ночи — Аримаса
- Едок 98 — Марко
- Воины-марионетки от Джей до Икс — Мицуруги Ханагата
- Majutsushi Orphen — Flameheart
- Спригган — Жан Жак Мондо
- Мобильный ГАНДАМ Дубль-вэ: Бесконечный Вальс — Фильм — Зекс Маркиз
- Shadow Skill — Eigi — Кай Синк
- Initial D First Stage — Рёсукэ Такахаси
- Белый крест [ТВ] — Ая Фудзимия / Ран
- Princess Nine Kisaragi Joshi Kou Yakyuu-Bu — Хироки Такасуги
- Bomberman B-Daman Bakugaiden — Момитэбон
- Альтернативный мир Эль-Хазард — Далл Нарцисс

1997 г.
- Самурай X — Садасиро Кадзики
- Макросс 7 Динамит — Гамлин Кидзаки
- Снова воины-марионетки Джей — Мицуруги Ханагата
- Ангелы Вуги OVA-1 — Доктор Климт
- Master Mosquiton 99 — Москитон
- Ryuuki Denshou — Рэнди
- Конец Евангелиона — Сигэру Аоба
- Детективы академии КЛАМП — Эбихара-сэнсэй
- Hermes: Ai wa Kaze no Gotoku — Гермес
- Maze Bakunetsu Jikuu TV — Мечник
- Юная революционерка Утэна [ТВ] — Тога Кирю
- Покемон — Косабуро (Бутч)
- Черепашки мутанты ниндзя ― Микеланджело на Японском дубляж
- Hen — Сусиаки Карасава
- Евангелион: Смерть и перерождение — Сигэру Аоба
- Мобильный ГАНДАМ Дубль-вэ: Бесконечный Вальс OVA — Зекс Маркиз
- Gestalt — Оливер

1996 г.
- Бронза: Обреченная любовь-2 — Такуто Идзуми
- Master Mosquiton OVA — Алукард фон Москитон
- Fushigi Yuugi OAV — Хотохори
- Те, кто охотятся на эльфов — Энди (эп. 1)
- Воины-марионетки Джей — Мицуруги Ханагата
- Hurricane Polymar — Пульсар
- Haou Daikei Ryuu Knight: Adeu Legend Final — Дюма
- Клуб любителей магии OVA — Аянодзё Абурацубо
- B’tX — Мира
- Храбрая команда Дагвон [ТВ] — Кай Хиросэ
- Fire Emblem — Наваль
- Бродяга Кэнсин [ТВ] — Дзимпу

1995 г.
- Макросс 7 На бис — Гамлин Кидзаки
- Haou Daikei Ryuu Knight: Adeu Legend II — Дюма
- Евангелион [ТВ] — Сигэру Аоба
- Макросс 7 — Фильм — Гамлин Кидзаки
- Twin Signal — Пульс
- DNA2: Dokoka de Nakushita Aitsu no Aitsu OVA — Рюдзи Сугасита
- Рубаки — Резо
- Мобильный ГАНДАМ Дубль-вэ [ТВ] — Зекс Маркиз
- Таинственная игра [ТВ] — Хотохори
- Ai Tenshi Densetsu Wedding Peach — Сандра

1994 г.
- Макросс 7 [ТВ] — Гамлин Кидзаки
- DNA2: Dokoka de Nakushita Aitsu no Aitsu TV — Рюдзи Сугасита
- Тэнти — лишний! Рё-о-ки 2 — Ёсё
- Samurai Spirits — Там-там
- Haou Daikei Ryu Knight OVA — Икудзусу
- Bakuen Campus Guardress — Тэнку
- Shirayuki Hime no Densetsu — Ричард
- Мобильный воин Джи-ГАНДАМ — Доктор Беллиман
- Крутой учитель Онидзука: Ранние годы — Дзюня Акуцу

1993 г.
- Боевая поп-группа Колибри — Питер
- Мобильный воин ГАНДАМ Виктория — Райор Сабато

1992 г.
- Легенда о героях Галактики: Золотые крылья (фильм второй) — Зигфрид Кирхайс
- Токио — Вавилон — Сакурадзука Сэйсиро
- Yuu Yuu Hakusho TV — Кидо
- Ленточка Химэ — Сэй Арисака
- Тэнти — лишний! Рё-о-ки — Ёсё
- Комета в Долине Муми-троллей — Снусмумрик
- Zetsuai 1989 — Такуто Идзуми
- Легенда о Храбром Да-Гарне — Севен Чейнджер

1991 г.
- Ранма ½ (фильм первый) — Дайкокусэй
- Счастливое семейство Муми-троллей 2 — Снусмумрик
- Мобильный воин ГАНДАМ Эф-91 — Дуайт Камури
- Приключения русалочки Марины — Принц Джастин

1990 г.
- Aries -Shinwa no Seizakyuu- — Минос
- Девятнадцать — Наги
- Счастливое семейство Муми-троллей — Снусмумрик
- История кошек-ниндзя — Нэкки

1989 г.
- Полиция будущего (фильм первый) — Инженер
- Ранма ½ [ТВ] — Дайсукэ
- Madouou Grandzort — Чёрный Самурай
- Tenkuu Senki Shurato — Яся-О Гай

1987 г.
- The Three Musketeers — Франсуа